# VinFast VF e34
VinFast VF e34 hay VinFast Nerio Green (tuỳ theo phiên bản) là dòng ô tô điện được phát triển và phân phối ra thị trường năm 2021 bởi VinFast.

## Tên gọi
VFe34 từng được thành viên Hai Hoang ở Giao Thông Văn Minh công bố dưới tên mã VF31 cùng 2 mã khác VF32 và VF33. VinGroup cũng đã đăng ký 4 nhãn hiệu xe ô tô điện trên trang Cục Sở hữu trí tuệ (Việt Nam) là Vinfast ePremium S, Vinfast ePremium V, Vinfast eLux S và Vinfast eLux V.

## Trạm sạc
VinFast đã khởi đầu việc lắp đặt trạm sạc tại một số khu vực trong quyền quản lý của VinGroup như Vinhomes Riverside, Ocean Park
 Ngày 18 tháng 2 năm 2021, VF chính thức kêu gọi hợp tác mở trạm sạc xe máy điện và ô tô điện trên 63 tỉnh thành toàn quốc. Đà Nẵng đã trở thành địa phương tiên phong trong việc tự xây lắp trạm sạc cho xe điện.

## Mở bán
Trong ngày mở bán, VFe34 nhận được 3.692 đơn đặt hàng đã đặt cọc tiền. Mẫu e34 được ra mắt online ngày 15/10/2021. VF e34 được lên kế hoạch bàn giao ngày 25 tháng 12 năm 2021.
VF e34 được Chương trình đánh giá xe mới Đông Nam Á đánh giá 4 sao.

## Thông số kỹ thuật
| Thông số                                                       | Thông số                             |
| -------------------------------------------------------------- | ------------------------------------ |
| Hệ thống truyền động                                           |                                      |
| Động cơ                                                        |                                      |
| Công suất tối đa                                               | 110 kW (147 hp)                      |
| Moment xoắn cực đại                                            | 242 Nm                               |
| Thông số truyền động khác                                      |                                      |
| Dẫn động                                                       | Cầu trước (FWD)                      |
| Chọn chế độ lái                                                | Có                                   |
| Trợ lực lái                                                    | Điện EPS                             |
| Khung gầm                                                      |                                      |
| Giảm sóc                                                       |                                      |
| Hệ thống treo trước                                            | Đa điểm MacPherson                   |
| Hệ thống treo sau                                              | Giằng xoắn torsion beam              |
| Phanh                                                          |                                      |
| Phanh trước                                                    | Phanh đĩa (Disc)                     |
| Phanh sau                                                      | Phanh đĩa (Disc)                     |
| Vành và lốp                                                    |                                      |
| Kích thước la-zăng                                             | 18 inch                              |
| Loại la-zăng                                                   | Hợp kim                              |
| Loại lốp                                                       | Summer                               |
| Lốp dự phòng                                                   | Phụ kiện bán lẻ                      |
| Bộ vá lốp                                                      | Có                                   |
| Khung gầm khác                                                 |                                      |
| Trợ lực lái điện                                               | EPS                                  |
| Kích thước / trọng lượng                                       |                                      |
| Chiều dài cơ sở (mm)                                           | 2.610,8                              |
| Dài x Rộng x Cao (mm)                                          | 4.300 x 1.793 x 1.613                |
| Khoảng sáng gầm xe không tải / đầy tải (mm)                    | 180 / 140                            |
| Dung tích khoang chứa hành lý (lít)                            | 290                                  |
| Trọng lượng không tải (kg)                                     | 1.490                                |
| Pin                                                            |                                      |
| Li-ion                                                         |                                      |
| Quãng đường chạy (km) 1 lần sạc đầy (NEDC)                     | 300                                  |
| Quãng đường chạy sau 15 phút sạc nhanh                         | 180                                  |
| Chuẩn kháng bụi, nước                                          | IP67                                 |
| Tính năng thông minh                                           |                                      |
| Cập nhật phần mềm từ xa (FOTA)                                 | Có                                   |
| Định vị xe                                                     | Có                                   |
| Thông số xe                                                    | Có                                   |
| Thông số hành trình                                            | Có                                   |
| Tự động chẩn đoán, cảnh báo vấn đề của xe, nhắc lịch bảo dưỡng | Có                                   |
| Chẩn đoán và chăm sóc khách hàng từ xa                         | Có                                   |
| Lên kế hoạch hành trình                                        | Có                                   |
| Dịch vụ gọi cứu hộ khẩn cấp (eCall)                            | Có                                   |
| Cứu hộ (hỗ trợ cẩu xe)                                         | Có                                   |
| Định vị và tìm trạm sạc                                        | Có                                   |
| Định vị và tìm đại lý                                          | Có                                   |
| Theo dõi tình trạng sạc pin                                    | Có                                   |
| Lịch sử hoạt động xe                                           | Có                                   |
| Hướng dẫn sử dụng                                              | Có                                   |
| Đặt linh kiện, phụ tùng thay thế                               | Có                                   |
| Cảnh báo nguy cơ có trộm                                       |                                      |
| Android Auto                                                   | Có                                   |
| CarPlay                                                        | Có                                   |
| Lưu thông tin người dùng và thiết lập xe                       | Có                                   |
| Hoc, ghi nhớ thói quen sử dụng giải trí của người dùng         | Có                                   |
| Hoc, ghi nhớ thói quen sử dụng điều hòa của người dùng         | Có                                   |
| Điều khiển bằng giọng nói                                      | Có                                   |
| Ngoại thất                                                     |                                      |
| Đèn pha LED                                                    | Có                                   |
| Đèn pha tự động bật/tắt                                        | Có                                   |
| Đèn ngoại thất khác                                            |                                      |
| Đèn chiếu sáng ban ngày LED                                    | Có                                   |
| Đèn hậu LED                                                    | Có                                   |
| Đèn trên cao phía sau                                          | Có                                   |
| Gương                                                          |                                      |
| Gương chiếu hậu                                                | Chỉnh điện Gập điện Báo rẽ           |
| Cửa                                                            |                                      |
| Kính cửa sổ ghế lái                                            | Chỉnh điện, tự động lên xuống 1 chạm |
| Kính cửa sổ hàng ghế sau                                       | Màu đen, chỉnh điện                  |

#### Chính sách thuê pin xe ô tô điện
Ngày 14 tháng 2 năm 2022, VF công bố chính sách thuê pin áp dụng tại Việt Nam với các sản phẩm xe ô tô con: chi phí sử dụng gồm phí thuê pin cộng phí điện sạc.
- Phí sạc điện tại các trạm sạc công cộng được tính theo giá bán lẻ sinh hoạt bậc 5 của Tập đoàn Điện lực Việt Nam 2.834 đ cộng 10% thuế giá trị gia tăng là 3.117 đ.[16]
- Phí thuê pin gồm 2 gói áp dụng cho mỗi dòng xe

Gói thuê bao pin ô tô điện VinFast linh hoạt theo km, đã bao gồm VAT
Năm 2022
| Loại xe | Phí thuê bao 500 km | Giá thuê pin vượt 500 km |
| ------- | ------------------- | ------------------------ |
| VF e34  | 657.500             | 1.315                    |
| VF 8    | 990.000             | 1.980                    |
| VF 9    | 1.100.000           | 2.200                    |

Gói thuê bao pin ô tô điện VinFast cố định không giới hạn km, đã bao gồm VAT
| Loại xe | Giá thuê pin |
| ------- | ------------ |
| VF e34  | 1.805.000    |
| VF 8    | 2.189.000    |
| VF 9    | 3.091.000    |

## Thị trường
Đầu tháng 3, Vingroup thành lập Công ty Cổ phần Di chuyển Xanh và Thông minh GSM (Green – Smart – Mobility) cung cấp dịch vụ cho thuê ô tô, xe máy điện và dịch vụ taxi VinFast, hợp tác với Be Group, hỗ trợ tài xế chuyển đổi sang xe điện. Mẫu VF 8 được ASEAN NCAP đánh giá độ an toàn 5 sao. 27 chiếc VinFast VF 9 bản Plus 6 chỗ được giao cho khách hàng Việt ngày 27 tháng 3.
| Doanh số     |        |          |              |           |
| T.gian       | Fadil  | Lux A2.0 | SA2.0        | Tổng cộng |
| ------------ | ------ | -------- | ------------ | --------- |
| 2019         |        |          |              | 17.214    |
| 2020         |        |          |              |           |
| 1-4/20       |        |          |              |           |
| 5/20         | 1.156  | 682      | 323          | 2.161     |
| 6/20         | 1.364  | 467      | 339          | 2.170     |
| 7/20         | 1.577  | 355      | 282          | 2.214     |
| 8/20         | 849    | 337      | 308          | 1.494     |
| 9/20         | 1.515  | 804      | 1.307        | 3.626     |
| 10/20        | 1.851  | 653      | 362          | 2.866     |
| 11/20        | 2.816  | 676      | 548          | 4.040     |
| 12/20        | 2.472  | 1.115    | 916          | 4.503     |
| 8 tháng 5-12 | 13.600 | 5.089    | 4.385        | 23.074    |
| 2020         | 18.016 | 6.013    | 5.456        | 29.485    |
| 2021         |        |          |              |           |
| 1/21         | 1.746  | 567      | 488          | 2.801     |
| 2/21         | 1.090  | 343      | 285          | 1.718     |
| 3/21         | 1.312  | 548      | 470          | 2.330     |
| 4/21         | 1.559  | 627      | 531          | 2.717     |
| 5/21         | 1.868  | 457      | 530          | 2.855     |
| 6/21         | 2.552  | 711      | 254          | 3.517     |
| 7/21         | 2.928  | 778      | 76           | 3.782     |
| 8/21         | 2.048  | 254      | 8            | 2.310     |
| 9/21         | 2.565  | 486      | 446          | 3.497     |
| 10/21        | 2.218  | 537      | 565          | 3.320     |
| 11/21        | 2.489  | 421      | 919          | 3.829     |
| 12/21        | 1.753  | 601      | 608 e34: 85  | 3.047     |
| 2021         | 24.128 | 6.330    | 5.180 e34 85 | 35.723    |

| 2022  | Fadil  | A2.0  | SA2.0 | e34   | VF 8  | VF 9 | Tổng cộng |
| ----- | ------ | ----- | ----- | ----- | ----- | ---- | --------- |
| 2022  |        |       |       |       |       |      |           |
| 1/22  | 1.401  | 199   | 463   | 40    | 0     | 0    | 2.103     |
| 2/22  | 697    | 170   | 234   | 53    |       |      | 1.154     |
| 3/22  | 2.567  | 309   | 183   | 412   |       |      | 3.471     |
| 4/22  | 1.654  | 287   | 80    | 406   |       |      | 2.427     |
| 5/22  | 1.909  | 425   | 268   | 448   |       |      | 3.050     |
| 6/22  | 1.338  | 359   | 11    | 782   |       |      | 2.490     |
| 7/22  | 766    | 1.085 | 224   | 62    |       |      | 2.137     |
| 8/22  | 329    | 849   | 37    | 5     |       |      | 1.220     |
| 9/22  |        |       |       |       |       |      |           |
| 10/22 |        |       |       |       |       |      |           |
| 11/22 |        |       |       | 182   | 412   |      | 594       |
| 12/22 |        |       |       | 1.548 | 2.730 |      | 4.278     |
| 2022  | 10.661 | 3.683 | 1.500 | 3.938 | 3.142 |      | 22.924    |

| 2023 | VF e34 | VF 5  | VF 6 | VF 7 | VF 8  | VF 9  | Tổng cộng |
| ---- | ------ | ----- | ---- | ---- | ----- | ----- | --------- |
| 2023 |        |       |      |      |       |       |           |
| 1/23 | 154    |       |      |      | 204   |       | 358       |
| 2/23 | 150    |       |      |      | 266   |       | 416       |
| 3/23 | 469    |       |      |      | 395   | 51    | 915       |
| 4/23 | 2.332  | 36    |      |      | 1.232 | 198   | 3.798     |
| 5/23 | 960    | 332   |      |      | 1.274 | 430   | 2.996     |
| 6/23 | 1.007  | 609   |      |      | 1.184 | 355   | 3.155     |
| 7/23 | 1.181  | 1.000 |      |      | 443   | 418   | 3.042     |
| 2023 | 6.253  | 1.977 |      |      | 4.998 | 1.452 | 14.680    |

Tổng
1. Fadil: 45.827
2. Lux A: 16.026
3. Lux SA: 12.136
4. President: <100
5. VF e34: 10.276
6. VF 5: 1.977
7. VF 6:
8. VF 7:
9. VF 8: 8.140
10. VF 9: 1.452

Tổng cộng 95.834
Từ tháng 8 năm 2023, VF không thống kê hàng tháng cho từng dòng sản phẩm nữa mà tính gộp hàng quý.
1. Quý 3/2022: 153 xe ô tô điện, 13.253 xe máy điện
2. Quý 2/2023: 9.535 xe ô tô điện, 10.182 xe máy điện
3. Quý 3/2023: 10.027 xe ô tô điện, 28.220 xe máy điện.[66][67]
4. Quý 4/2023: 13.513 xe ô tô điện

Tổng 202334.855 xe ô tô điện.
| Nội dung thêm |
| --- |
| Sau 2023 2024 87.000 1. Quý 1 2024 2. Quý 2 2024 3. Quý 3 2024: 21.912 xe ô tô điện, trong đó 9.300 xe trong tháng 9 4. Tháng 12 2024: 20.000 1. VF 3: 8.800 (25.000 xe trong 5 tháng) 2. VF 5: 4.900 (32.000 xe trong 12 tháng) 3. VF 6: 2.700 5. Quý 4: 53.139 (toàn cầu. Cả năm 97.399) 1. Xe máy điện, xe đạp điện: 31.170 (cả năm 70.977) 2025 1. Tháng 1: hơn 10.000 1. VF 3: 4.000 2. VF 5: 3.300 2. Tháng 2: hơn 12.500 1. VF 3: 5.200 2. VF 5: hơn 3.000 3. VF 6: gần 2.000 4. VF 7: hơn 570 3. Tháng 3: hơn 12.100 1. VF 3: hơn 3.700 2. VF 5: hơn 4.400 3. VF 6: hơn 1.100 4. VF 7: hơn 600 4. Tháng 4: 9.588 1. VF 3: 2.378 2. VF 5: 3.731 3. VF 6: 1.763 5. Tháng 5: 11.496 1. VF 3: 3.950 2. VF 5: 4.232 3. VF 6: 1.393 4. VF 7: 773 6. Tháng 6: 11.382 1. VF 3: 3.667 2. VF 5: 3.060 3. VF 6: 1.245 4. VF 7: 725 5. Herio Green: 916 6. Nerio Green: 1.415 7. VF 8, 9: 354 7. Tháng 7: 11.479 1. VF 3: 3.140 2. VF 5: 2.552 3. Herio Green: 2.182 4. VF 6: 1.902 5. VF 7: 795 6. VF 8: 319 |

### Triệu hồi 2022
Năm 2022 VinFast triệu hồi 730 chiếc VF e34 thay thế cảm biến va chạm bên.

## Hình ảnh

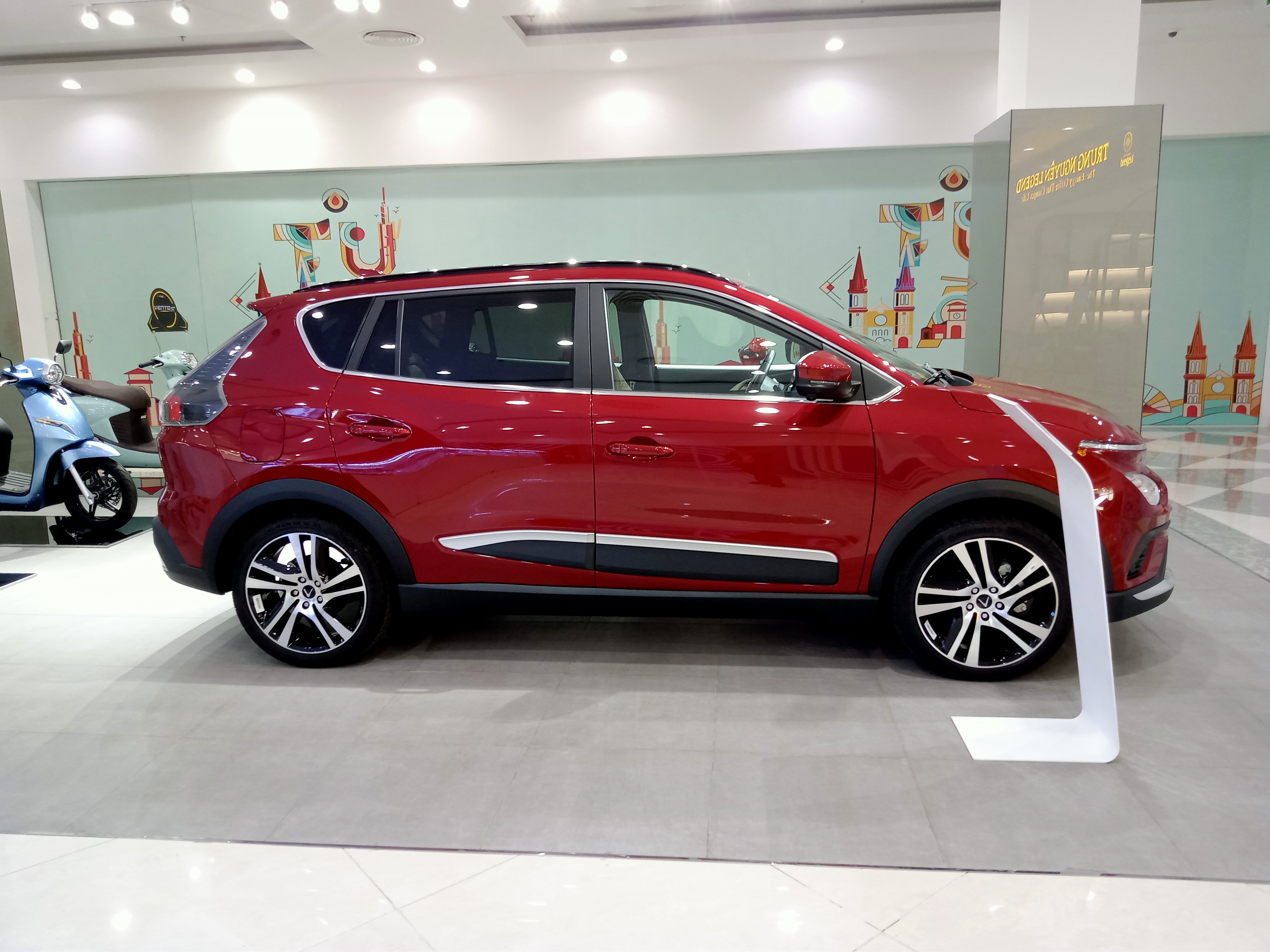
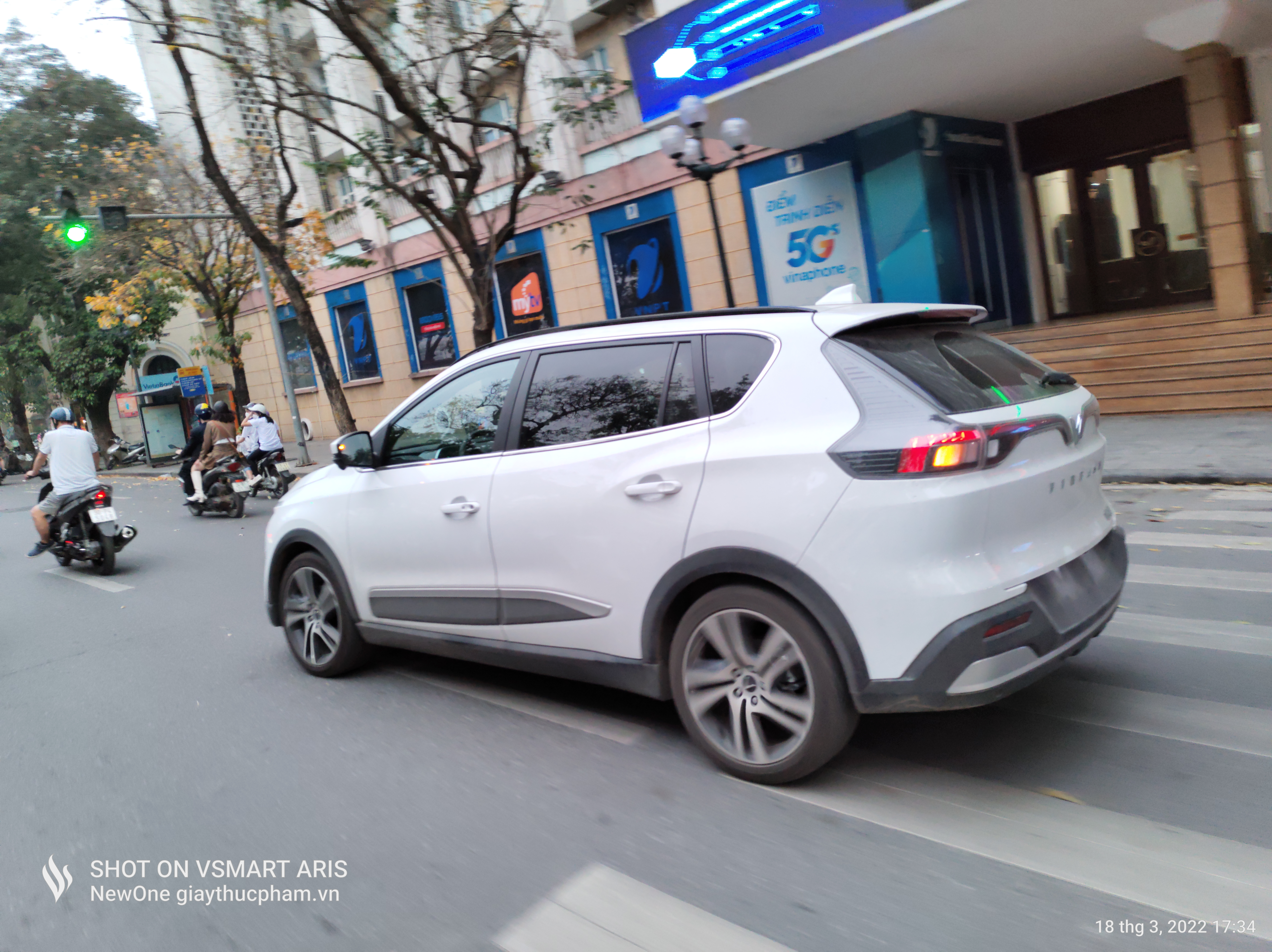
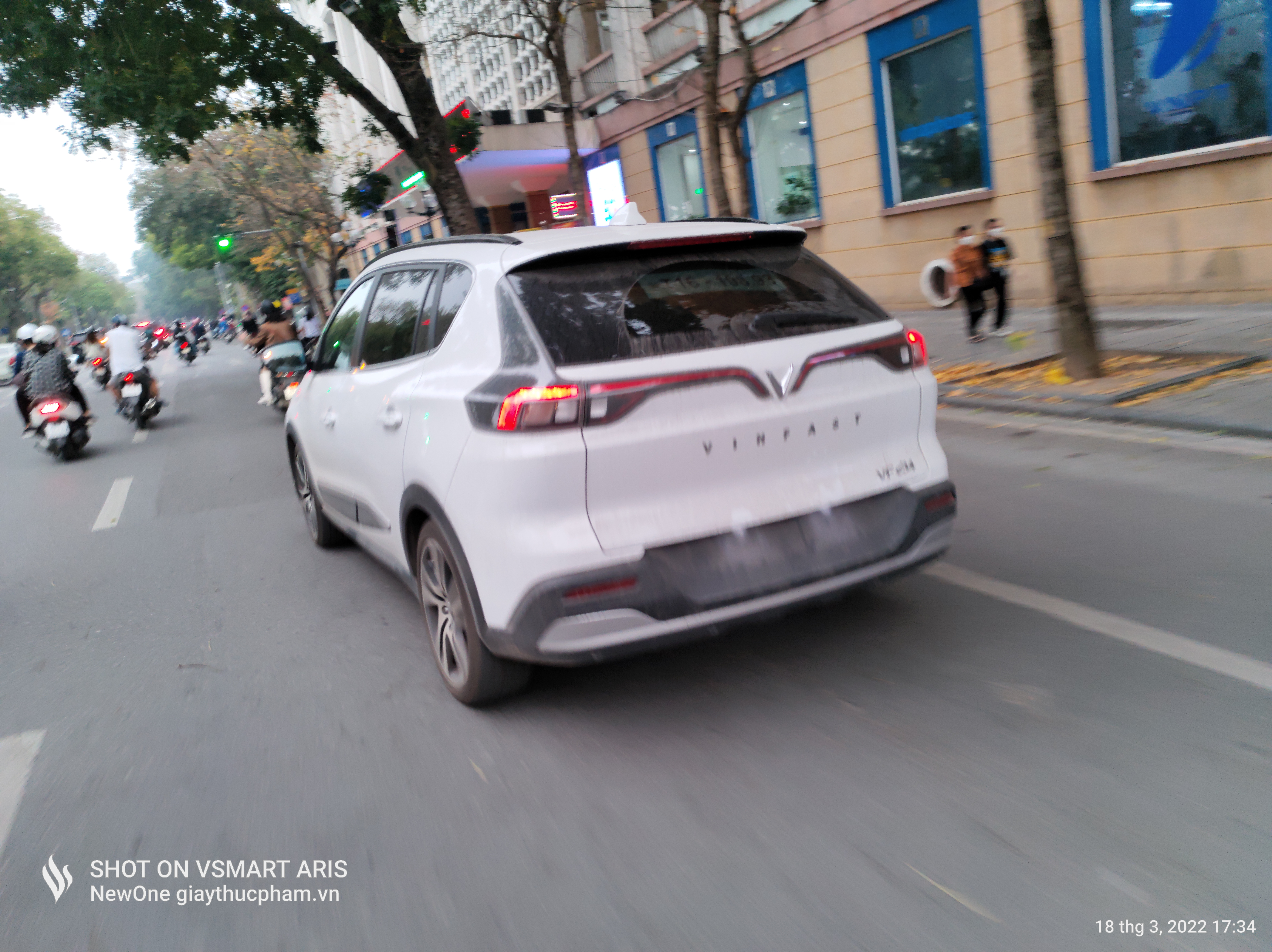
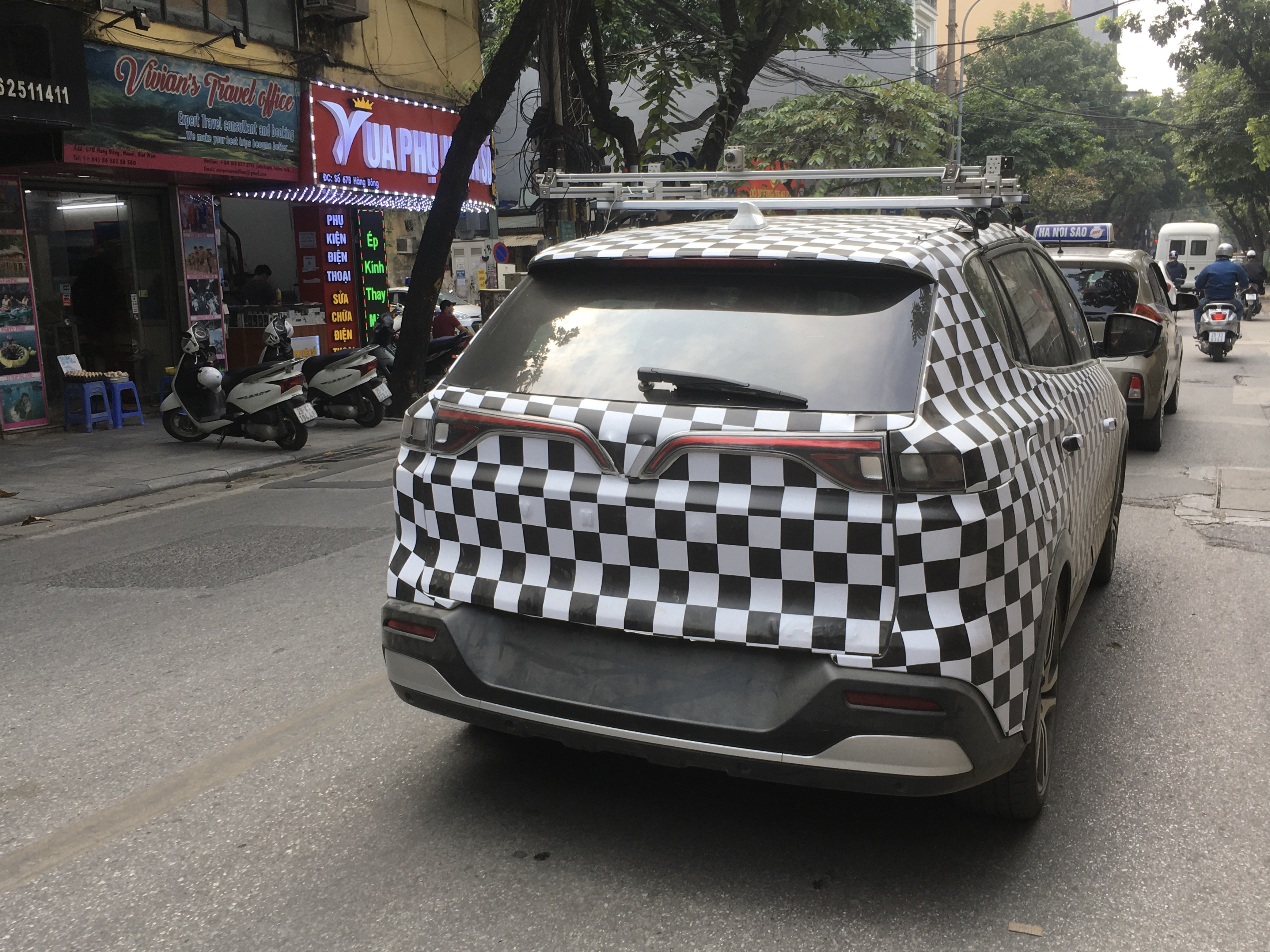
Mẫu prototype
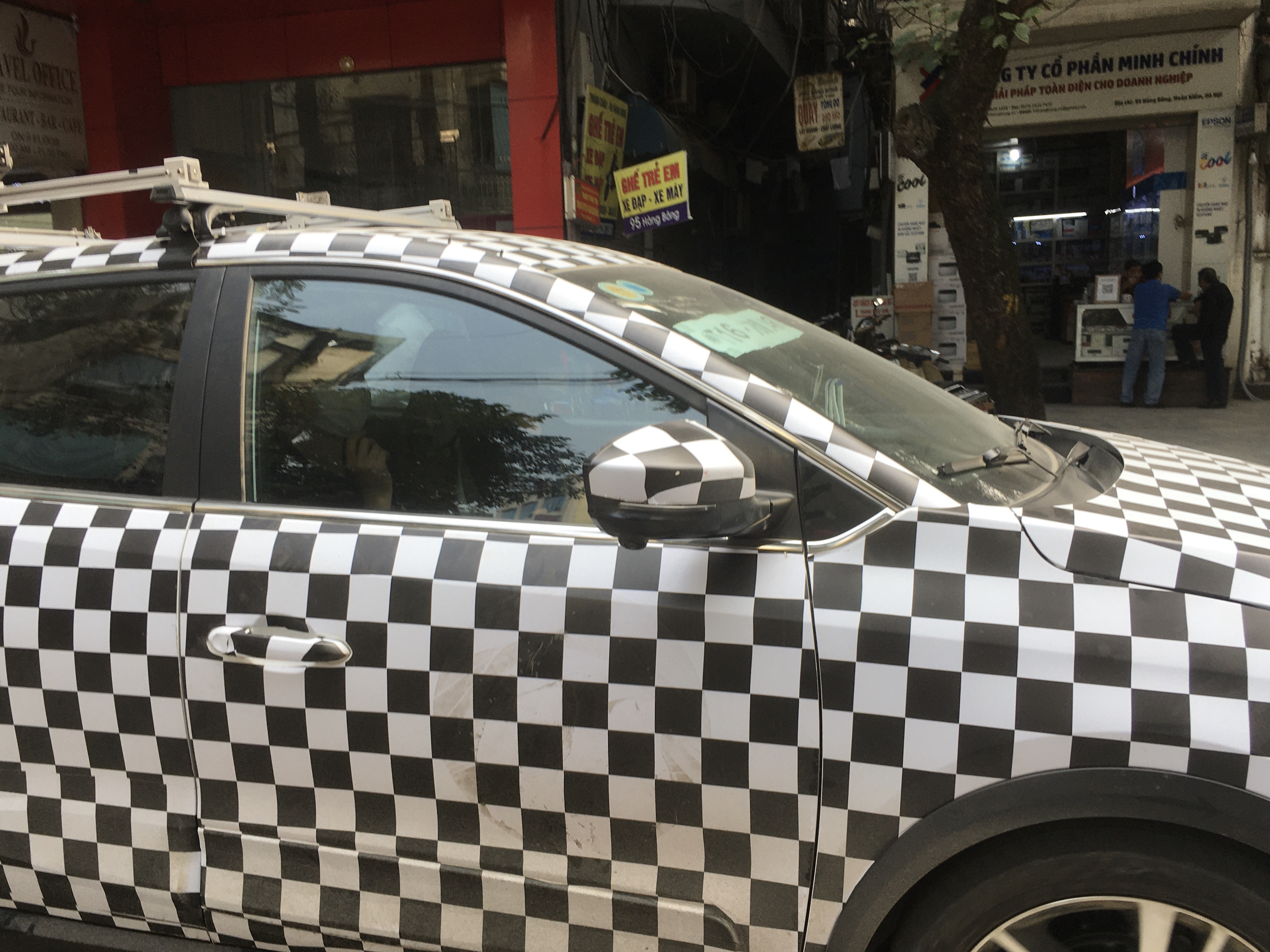
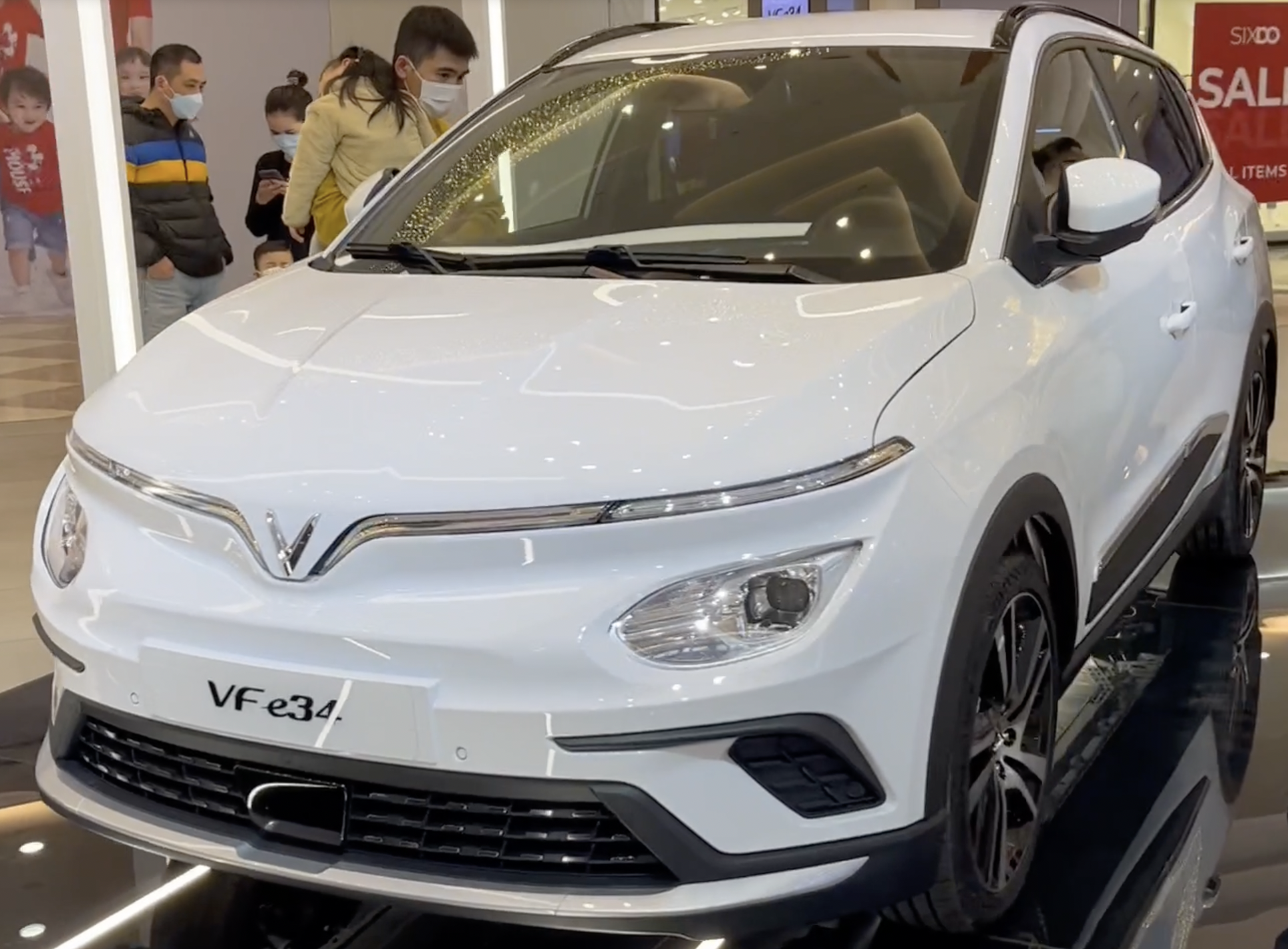
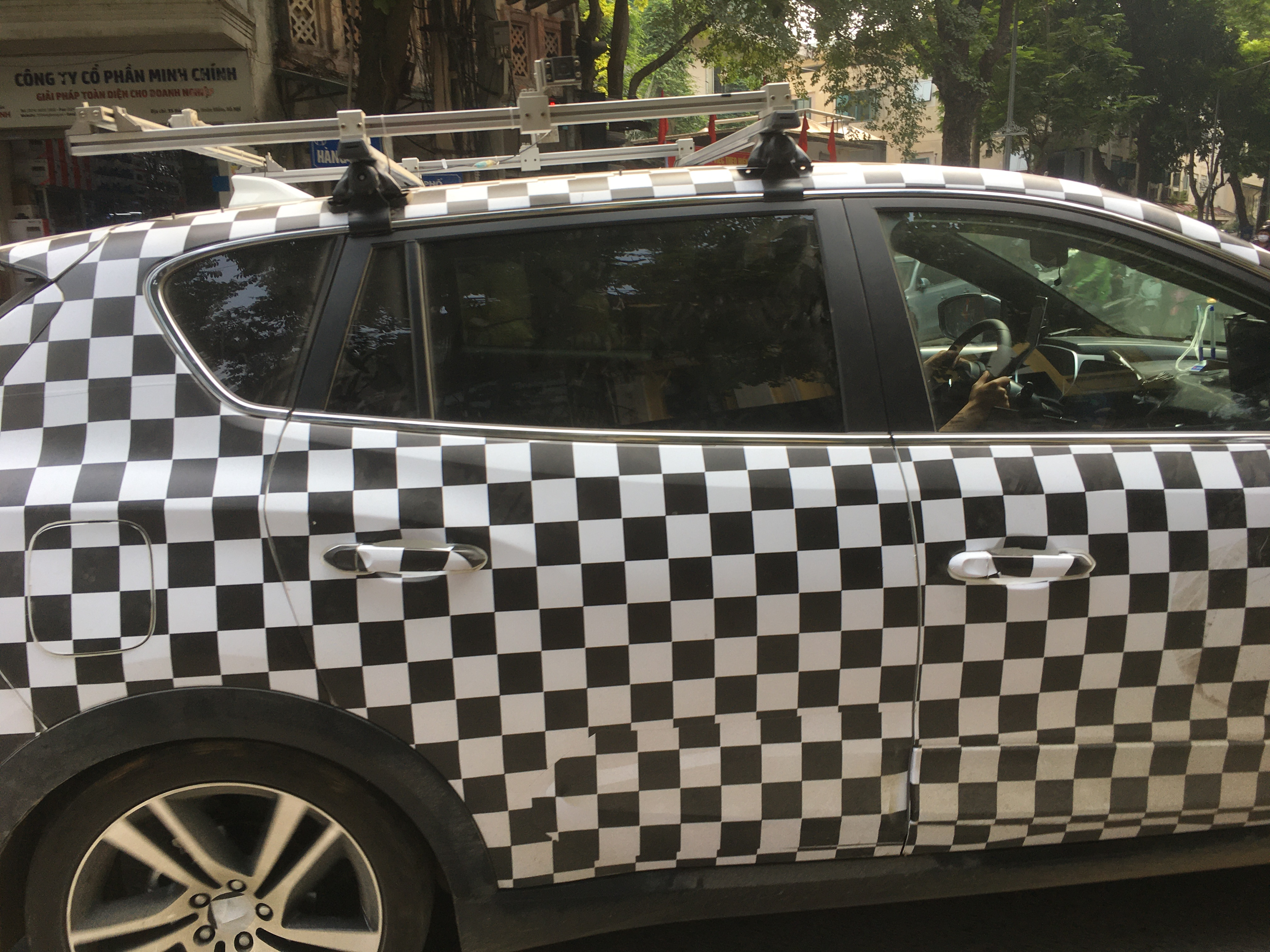